# Torneo WTA de Budapest 2017
El Hungarian Ladies Open 2017 es un torneo de tenis que se jugó en canchas duras cubiertas del 20 al 26 de febrero de 2017. Fue la 21.ª edición del Hungarian Ladies Open, y un torneo de nivel internacional en el Tour 2017 de la WTA. El torneo fue ascendido este año de su antecesor calificado como un torneo de circuito ITF.

## Cabeza de serie

### Individual
| Tenista            | Ranking | Preclasificada |
| Tímea Babos        | 33      | 1              |
| Lucie Šafářová     | 46      | 2              |
| Julia Görges       | 57      | 3              |
| Sorana Cîrstea     | 61      | 4              |
| Yanina Wickmayer   | 63      | 5              |
| Pauline Parmentier | 64      | 6              |
| Océane Dodin       | 66      | 7              |
| Annika Beck        | 68      | 8              |

- Ranking del 13 de febrero de 2017.

### Dobles
| Tenista                          | Ranking | Preclasificada |
| Tímea Babos Lucie Šafářová       | 12      | 1              |
| María Irigoyen Xenia Knoll       | 104     | 2              |
| Demi Schuurs Renata Voráčová     | 126     | 3              |
| Hsieh Su-wei Oksana Kalashnikova | 149     | 4              |

## Campeonas

### Individual femenino
Tímea Babos venció a  Lucie Šafářová por 6-7(4), 6-4, 6-3

### Dobles femenino
Su-Wei Hsieh /  Oksana Kalashnikova vencieron a  Arina Rodionova /  Galina Voskoboeva por 6-3, 4-6, [10-4]